# Doulaize
Doulaize est une ancienne commune française située dans le département du Doubs et la région Bourgogne-Franche-Comté. Elle est associée à la commune d'Éternoz de 1973 à 2024, puis devient une commune déléguée au sein d'Éternoz-Vallée-du-Lison en 2025.

## Géographie
Le territoire de la commune déléguée s'étend sur 219 hectares, uniquement sur la rive droite du Lison après le pont de Chiprey. Il est délimité au nord et à l'ouest par la commune de Lizine, à l'est par la commune déléguée de Refranche et au sud par celle d'Alaise. Le village est traversé par les routes D15 et D103.

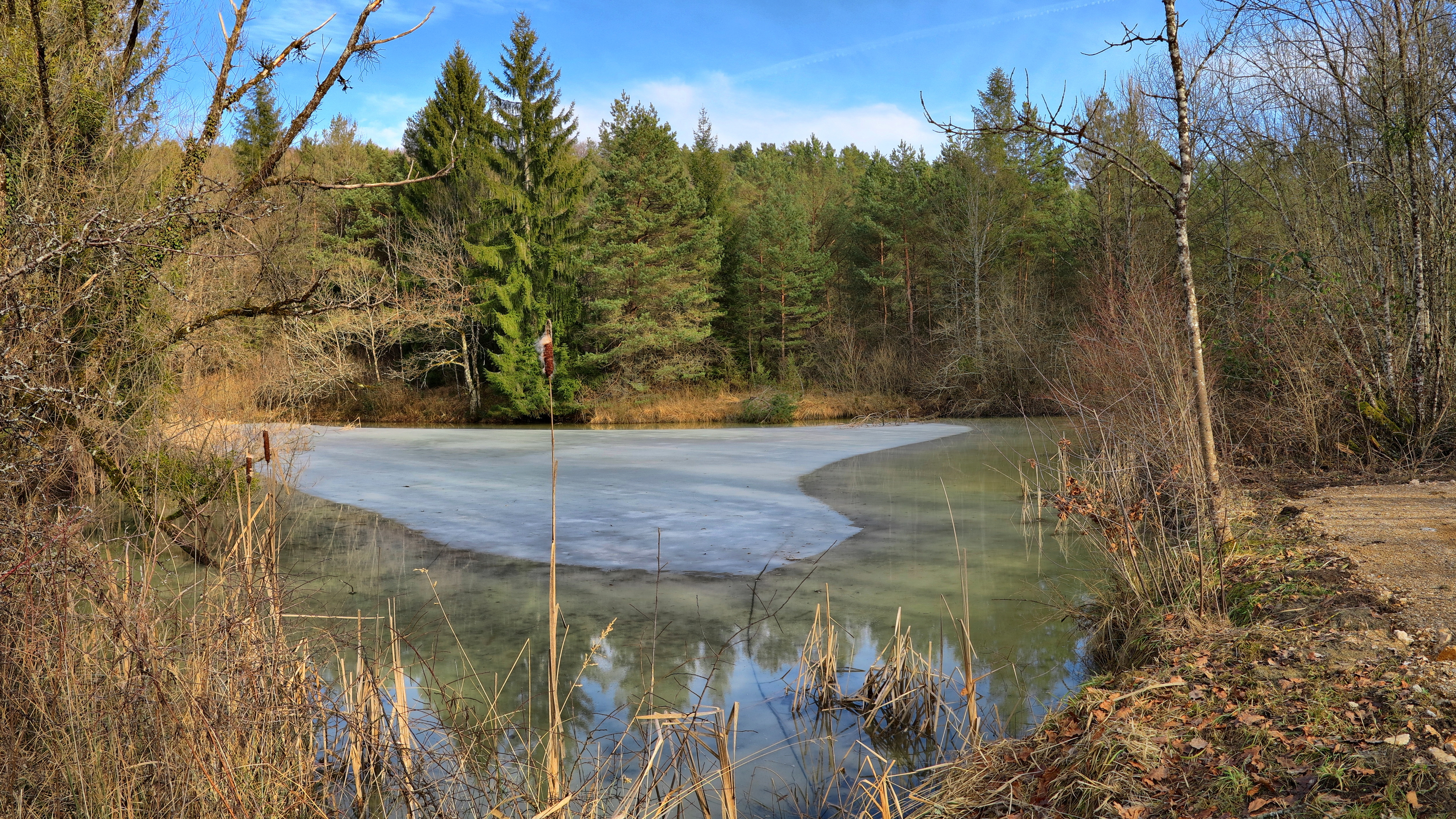
Étang gelé.

## Toponymie
Anciennes mentions : Dolaize en 1196, Doulayse en 1446, Doulaise en 1464, Dolaize en 1625.

## Histoire
Le plateau de Doulaize, selon une ancienne théorie qui fixait le lieu du siège d'Alésia en 52 av. J.-C. à Alaise, serait le site de la dernière bataille qui opposa l'armée de secours gauloise, commandée par Vercassivellaunos, cousin de Vercingétorix, aux légions romaines de Jules César.
Le village actuel est fondé au XIVe siècle sous forme de granges sur le territoire de Lizine, localité à laquelle Doulaize reste rattaché jusqu'au XVIIe siècle.
Commune de plein exercice pendant près de trois siècles, Doulaize est rattaché à Éternoz le 1er juillet 1973 sous le régime de la fusion-association. Ce rattachement a pour effet inattendu de supprimer l'ancienne commune, ainsi que ses trois voisines fusionnées Alaise, Refranche et Coulans-sur-Lison, aux yeux de l'administration française, ce qui entraîne durant des décennies de nombreuses difficultés pour les habitants — appels impossibles car la commune n'existe plus dans l'annuaire, non-délivrance de certains courriers ou colis pour cause d'adresse introuvable, unités de secours systématiquement redirigées vers le bourg d'Éternoz, etc.
Le 1er janvier 2025, Doulaize devient une commune déléguée au sein de la commune nouvelle d'Éternoz-Vallée-du-Lison, formée par la fusion d'Éternoz et de Saraz.

## Politique et administration
| Période                                  | Période | Identité           | Étiquette | Qualité |
| ---------------------------------------- | ------- | ------------------ | --------- | ------- |
| 1947                                     | 1989    | Raymond Mille      |           |         |
| 1989                                     | 2020    | Christophe Garnier |           |         |
| 2020                                     |         | Aline Guinchard    |           |         |
| Les données manquantes sont à compléter. |         |                    |           |         |

## Démographie
| 1793 | 1800 | 1806 | 1821 | 1831 | 1836 | 1841 | 1846 | 1851 |
| ---- | ---- | ---- | ---- | ---- | ---- | ---- | ---- | ---- |
| 82   | 110  | 90   | 108  | 111  | 112  | 105  | 104  | 114  |

| 1856 | 1861 | 1866 | 1872 | 1876 | 1881 | 1886 | 1891 | 1896 |
| ---- | ---- | ---- | ---- | ---- | ---- | ---- | ---- | ---- |
| 104  | 113  | 107  | 104  | 97   | 103  | 90   | 79   | 87   |

| 1901 | 1906 | 1911 | 1921 | 1926 | 1931 | 1936 | 1946 | 1954 |
| ---- | ---- | ---- | ---- | ---- | ---- | ---- | ---- | ---- |
| 82   | 75   | 60   | 55   | 49   | 46   | 47   | 57   | 60   |

| 1962 | 1968 | - | - | - | - | - | - | - |
| ---- | ---- | - | - | - | - | - | - | - |
| 61   | 47   | - | - | - | - | - | - | - |

## Cultes
Doulaize dépend de la paroisse de Lizine depuis le XIVe siècle[réf. nécessaire].